# Sheldon Souray
Sheldon Sherrick Souray, né le 13 juillet 1976 à Elk Point en Alberta (Canada), est un joueur professionnel canadien de hockey sur glace. Il évoluait au poste de défenseur.

## Biographie

### Carrière
Il est repêché par les Devils du New Jersey lors du repêchage d'entrée dans la LNH 1994, à la 71e position. Il est échangé aux Canadiens de Montréal le 1er mars 2000 en retour de Vladimir Malakhov. Une blessure au poignet le tient à l'écart du jeu pour la totalité de la saison 2002-2003. En 2003-2004, lors d'une victoire 8-0 contre les Penguins de Pittsburgh, il marque six points en un match et bat ainsi un record des Canadiens pour un défenseur ; il participe plus tard au Match des étoiles.
Durant le lock out qui entraine l'annulation de la saison 2004-2005 de la LNH, il rejoint l'équipe suédoise Färjestads BK qui atteint la finale de l'Elitserien. À l'issue de la saison, il prend au championnat du monde avec l'équipe du Canada.
En 2006-2007, Souray connaît la meilleure saison de sa carrière : il finit meilleur buteur (26) et troisième pointeur (64) chez les défenseurs de la ligue. En inscrivant le 5 avril 2007 son 19e but de la saison sur jeu de puissance, Sheldon Souray bat pour un défenseur un record de la LNH jusque-là codétenu par Denis Potvin et Adrian Aucoin.
Le 9 janvier 2007, Souray est élu par le public dans l'équipe type du 55e Match des etoiles de la LNH. Au cours de celui-ci, il inscrit un but et une passe. Il participe au concours du tir le plus puissant où, avec un tir à plus de 160 km/h, il termine deuxième derrière Zdeno Chára.
Le 12 juillet 2007, il signe un contrat avec les Oilers d'Edmonton comme joueur autonome. Ce contrat est d'une durée de cinq ans et d'une valeur de 27 millions de dollars.
Le 1er juillet 2011, il signe un contrat d'un an avec les Stars de Dallas.

### Vie extra-sportive
Sa femme, le mannequin et actrice Angelica Bridges, demande le divorce en août 2005 et part vivre à Los Angeles avec leur fille, Valentina Raine. Ils reprennent contact plus tard et le 4 mai 2007, Angelica donne naissance à une petite fille du nom de Scarlett Skye Souray[réf. nécessaire]. Il fut en couple avec la diva de la WWE, Kelly Kelly avec laquelle il se fiance en 2014, se marie en 2016 et se sépare en 2017
Souray est copropriétaire, ainsi qu'avec le gardien de but Martin Brodeur, et le restaurateur montréalais Andrea Dell'Orefice d'une pizzeria à Rivière des Prairies, « La Pizzeria Etc. ».
Il est métis.

## Statistiques

### En club
| Saison     | Équipe                   | Ligue      |     | Saison régulière | Saison régulière | Saison régulière | Saison régulière | Saison régulière |   | Séries éliminatoires | Séries éliminatoires | Séries éliminatoires | Séries éliminatoires | Séries éliminatoires |
| Saison     | Équipe                   | Ligue      | PJ  | B                | A                | Pts              | Pun              | PJ               | B | A                    | Pts                  | Pun                  |                      |                      |
| 1992-1993  | Americans de Tri-City    | LHOu       | 2   | 0                | 0                | 0                | 0                | -                | - | -                    | -                    | -                    |                      |                      |
| 1993-1994  | Americans de Tri-City    | LHOu       | 42  | 3                | 6                | 9                | 122              | -                | - | -                    | -                    | -                    |                      |                      |
| 1994-1995  | Americans de Tri-City    | LHOu       | 40  | 2                | 24               | 26               | 140              | -                | - | -                    | -                    | -                    |                      |                      |
| 1994-1995  | Cougars de Prince George | LHOu       | 11  | 2                | 3                | 5                | 23               | -                | - | -                    | -                    | -                    |                      |                      |
| 1994-1995  | River Rats d'Albany      | LAH        | 7   | 0                | 2                | 2                | 8                | -                | - | -                    | -                    | -                    |                      |                      |
| 1995-1996  | Cougars de Prince George | LHOu       | 32  | 9                | 18               | 27               | 91               | -                | - | -                    | -                    | -                    |                      |                      |
| 1995-1996  | Rockets de Kelowna       | LHOu       | 27  | 7                | 20               | 27               | 94               | 6                | 0 | 5                    | 5                    | 2                    |                      |                      |
| 1995-1996  | River Rats d'Albany      | LAH        | 6   | 0                | 2                | 2                | 12               | 4                | 0 | 1                    | 1                    | 4                    |                      |                      |
| 1996-1997  | River Rats d'Albany      | LAH        | 70  | 2                | 11               | 13               | 160              | 16               | 2 | 3                    | 5                    | 47                   |                      |                      |
| 1997-1998  | River Rats d'Albany      | LAH        | 6   | 0                | 0                | 0                | 8                | -                | - | -                    | -                    | -                    |                      |                      |
| 1997-1998  | Devils du New Jersey     | LNH        | 60  | 3                | 7                | 10               | 85               | 3                | 0 | 1                    | 1                    | 2                    |                      |                      |
| 1998-1999  | Devils du New Jersey     | LNH        | 60  | 3                | 7                | 10               | 85               | 2                | 0 | 1                    | 1                    | 2                    |                      |                      |
| 1999-2000  | Devils du New Jersey     | LNH        | 52  | 0                | 8                | 8                | 70               | -                | - | -                    | -                    | -                    |                      |                      |
| 1999-2000  | Canadiens de Montréal    | LNH        | 19  | 3                | 0                | 3                | 44               | -                | - | -                    | -                    | -                    |                      |                      |
| 2000-2001  | Canadiens de Montréal    | LNH        | 52  | 3                | 8                | 11               | 95               | -                | - | -                    | -                    | -                    |                      |                      |
| 2001-2002  | Canadiens de Montréal    | LNH        | 34  | 3                | 5                | 8                | 62               | 12               | 0 | 1                    | 1                    | 16                   |                      |                      |
| 2002-2003  | N'a pas joué             | -          | -   | -                | -                | -                | -                | -                | - | -                    | -                    | -                    |                      |                      |
| 2003-2004  | Canadiens de Montréal    | LNH        | 63  | 15               | 20               | 35               | 104              | 11               | 0 | 2                    | 2                    | 39                   |                      |                      |
| 2004-2005  | Färjestads BK            | Elitserien | 39  | 9                | 8                | 17               | 117              | 15               | 1 | 6                    | 7                    | 77                   |                      |                      |
| 2005-2006  | Canadiens de Montréal    | LNH        | 75  | 12               | 27               | 39               | 116              | 6                | 3 | 2                    | 5                    | 8                    |                      |                      |
| 2006-2007  | Canadiens de Montréal    | LNH        | 81  | 26               | 38               | 64               | 135              | -                | - | -                    | -                    | -                    |                      |                      |
| 2007-2008  | Oilers d'Edmonton        | LNH        | 26  | 3                | 7                | 10               | 36               | -                | - | -                    | -                    | -                    |                      |                      |
| 2008-2009  | Oilers d'Edmonton        | LNH        | 81  | 23               | 30               | 53               | 98               | -                | - | -                    | -                    | -                    |                      |                      |
| 2009-2010  | Oilers d'Edmonton        | LNH        | 37  | 4                | 9                | 13               | 65               | -                | - | -                    | -                    | -                    |                      |                      |
| 2010-2011  | Bears de Hershey         | LAH        | 40  | 4                | 15               | 19               | 85               | 6                | 1 | 1                    | 2                    | 16                   |                      |                      |
| 2011-2012  | Stars de Dallas          | LNH        | 64  | 6                | 15               | 21               | 73               | -                | - | -                    | -                    | -                    |                      |                      |
| 2012-2013  | Ducks d'Anaheim          | LNH        | 44  | 7                | 10               | 17               | 52               | 6                | 0 | 1                    | 1                    | 4                    |                      |                      |
| Totaux LNH | Totaux LNH               | Totaux LNH | 758 | 109              | 191              | 300              | 1 145            | 40               | 3 | 8                    | 11                   | 69                   |                      |                      |

### En équipe nationale
| Année | Compétition          |   | PJ | B | A | Pts | Pun               |  | Résultat |
| 2005  | Championnat du monde | 9 | 1  | 1 | 2 | 6   | Médaille d'argent |  |          |